# Ainārs Podziņš
Ainārs Podziņš (russisch Айнарс Гинтович Подзиньш/Ajnars Gintowitsch Podsinsch; * 16. März 1992 in Jūrmala) ist ein lettisch-russischer Eishockeyspieler, der seit 2015 bei Sokol Krasnojarsk in der Wysschaja Hockey-Liga unter Vertrag steht.

## Karriere
Podziņš begann seine Karriere im Alter von acht Jahren bei den Moskauer Junioren-Mannschaften Sewernaja Swesda (Nordstern) und Belje Medwedi (Eisbären). Als Profi-Eishockeyspieler hat er in der Nachwuchsabteilung von Krylja Sowetow Moskau angefangen. Für dessen Profimannschaft gab er in der Saison 2008/09 sein Debüt in der Wysschaja Liga, der zweiten russischen Spielklasse. Er hat nur in sechs Spielen teilgenommen. Zur Saison 2010/11 unterschrieb der Center einen Vertrag bei Dinamo Riga aus der Kontinentalen Hockey-Liga. Dinamo hatte ihn ein Jahr zuvor im KHL Junior Draft 2009 in der dritten Runde als insgesamt 59. Spieler ausgewählt.
Vor der Saison 2010/11 erhielt der gebürtige Lette, der in Russland aufwuchs und auch in der russischen U17-Nationalmannschaft aktiv war, einen lettischen Pass. Zunächst hatte Podziņš, der Russisch als Muttersprache erlernt hatte, Sprachprobleme innerhalb des KHL-Teams, in dem hauptsächlich Englisch und Lettisch gesprochen wird. Zudem kam er überwiegend für Dinamos Partnerteam HK Riga in der multinationalen Nachwuchsliga Molodjoschnaja Chokkeinaja Liga zum Einsatz. Im weiteren Saisonverlauf setzte er sich im KHL-Team durch und wurde in den Play-offs zum Stammspieler. Im November 2011 absolvierte er 3 Partien für die russische U20-Juniorennationalmannschaft.

## Statistik
Stand: Ende der Saison 2010/11